# The Visit (film 2015)
The Visit è un film del 2015 diretto da M. Night Shyamalan.
Film horror su soggetto e sceneggiatura dello stesso regista Shyamalan, girato in stile falso documentario.

## Trama
Sebbene non parli con i genitori da oltre quindici anni, Loretta, madre separata di Rebecca "Becca" (15 anni), e Tyler (13 anni), germofobico e con un disturbo ossessivo-compulsivo, data l’insistenza dei due nonni  che, ormai anziani, vogliono conoscere i nipotini che non hanno mai visto, manda i figli a fare loro visita per una settimana mentre lei e il nuovo fidanzato vanno in crociera. Per l'occasione Becca, aspirante regista, decide di filmare con la sua videocamera tutto ciò che succederà. 
Appena arrivati a casa dei nonni, una vecchia fattoria in Pennsylvania, i due ragazzini instaurano subito un buon rapporto sia con la nonna Marja Bella, che sforna ogni giorno piatti prelibati, che con il nonno Frederick Spencer, detto Pop, che perlopiù si occupa degli animali e ama il bricolage; inoltre, i nonni, fanno volontariato presso il vicino ospedale, assistendo, due volte a settimana, persone malate o con problemi psichiatrici. Come in tutte le famiglie anche nella loro vigono alcune regole da rispettare. Una, però, è alquanto strana: è assolutamente vietato uscire dalla propria camera da letto dopo le 21:30.
Le cose si fanno strane quando Becca, una notte, infrange la regola e, uscita dalla propria stanza, vede la nonna vomitare e poi mettersi a camminare in vestaglia al piano inferiore; spaventata, chiede spiegazioni al nonno, il quale le confida che la donna soffre di Sindrome del tramonto (una forma di Alzheimer che causa confusione e irrequietezza, fino al delirio e alla demenza, proprio con l'arrivo della notte). Inoltre Tyler scopre che nel capanno degli attrezzi il nonno ha una montagna di pannoloni sporchi; interdetto, parla con la nonna, la quale gli confida che il marito è incontinente e, vergognandosene, nasconde i pannoloni per poi bruciarli nei campi. I ragazzini credono alle spiegazioni dei nonni e non danno tanto peso alla cosa, anche perché la madre, durante una chiamata via Skype, li ha rincuorati confidando loro che i suoi genitori sono sempre stati eccentrici. 
Tuttavia, giovedì sera, dopo avere parlato con il dottor Sam e Stacey, una ex paziente dell'ospedale presso il quale la coppia fa volontariato, che dicono di non vedere i due anziani da tempo, e avere notato un peggioramento negli strani comportamenti soprattutto della nonna (per esempio ride guardando il muro), i due fratelli decidono di nascondere una videocamera per vedere cosa succede di notte; è così che vedono la nonna correre per il salotto, sbattere le porte e brandire un coltello da cucina per poi tentare di aprire la porta della loro stanza che, fortunatamente, loro hanno sempre chiuso a chiave. I ragazzini, spaventati, chiamano di nascosto la madre via Skype pregandola di andare subito a prenderli, così lei, preoccupata, chiede di vedere i genitori. Avendo finalmente pulito la webcam i due ragazzi riescono a mostrarglieli mentre sono fuori in giardino. Loretta rivela sconvolta ai figli che quelli con cui hanno convissuto finora non sono i loro nonni, ma due sconosciuti. Loretta, terrorizzata, ordina ai figli di scappare mentre lei, dopo avere avvertito la polizia, si mette in viaggio per andarli a prendere. 
Purtroppo qualsiasi tentativo di Becca e Tyler di lasciare la casa si rivela vano a causa dei due anziani che li tengono sotto controllo con la scusa di un gioco da tavola (Yahtzee). Ad un certo punto, però, Rebecca, con il pretesto di mettere in carica la batteria della sua videocamera, riesce ad allontanarsi e, scesa in cantina, trova i cadaveri dei suoi veri nonni in un bidone, venendo però scoperta. Becca, rinchiusa in una stanza con la finta nonna, è costretta per salvarsi la vita a ucciderla tagliandole la gola con una scheggia di vetro; nel frattempo Tyler, in seguito a una colluttazione con il finto nonno, lo elimina colpendolo ripetutamente con lo sportello del frigorifero. I due fratelli, riunitisi, escono di casa sotto la pioggia e vengono soccorsi dalla polizia e dalla madre.
Si scopre così che i falsi nonni, Claire e Mitchell, erano due pazienti dell'ospedale psichiatrico presso cui i nonni veri facevano volontariato. I due malati erano scappati e li avevano uccisi per prenderne il posto allo scopo di conoscere i due nipoti, dal momento che ne sentivano spesso parlare. Anni prima, infatti, la donna aveva gettato i suoi due figli in un pozzo, poiché convinta che fosse un portale per Sinmorfitellia, un luogo dove gli alieni si prendevano cura degli umani e volevano assicurare ai figli di Loretta la stessa fine.

## Distribuzione
Il primo trailer del film viene diffuso il 23 aprile 2015. La pellicola è stata distribuita nelle sale cinematografiche statunitensi a partire dall'11 settembre 2015. In Italia è stato distribuito il 26 novembre 2015.

### Divieti
In Italia il film viene vietato ai minori di quattordici anni. Negli Stati Uniti ottiene il Rating PG-13 (vietato ai minori di tredici anni non accompagnati) per «contenuti disturbanti, tra cui violenza, nudità e linguaggio scurrile».

## Riconoscimenti
- 2015 – Fright Meter Awards
  - Miglior attrice non protagonista a Deanna Dunagan
- 2015 – Golden Schmoes Awards
  - Candidatura per il miglior film horror
- 2015 – Phoenix Film Critics Society Awards
  - Candidatura per la miglior performance giovanile a Ed Oxenbould
- 2015 – Rondo Hatton Classic Horror Awards
  - Candidatura per il miglior film horror
- 2016 – Fangoria Chainsaw Awards
  - Candidatura per il miglior film
  - Candidatura per il miglior film della grande distribuzione a M. Night Shyamalan
  - Candidatura per la miglior attrice non protagonista a Deanna Dunagan
- 2016 – Online Film & Television Association
  - Candidatura per la miglior performance giovanile a Ed Oxenbould
- 2016 – Saturn Award
  - Candidatura per il miglior film horror
  - Candidatura per la miglior attrice emergente a Olivia DeJonge
- 2016 – Young Artist Award
  - Candidatura per la miglior attrice giovane dai 14 ai 21 anni a Olivia DeJonge